# Un baiser, s'il vous plaît !
Pour plus de détails, voir Fiche technique et Distribution.
Un baiser s'il vous plaît est un film français d'Emmanuel Mouret sorti en 2007, sur le thème de l'adultère.

## Synopsis
À Nantes, Gabriel rencontre Émilie. Ils passent la soirée ensemble, mais au moment de se séparer, elle lui refuse un baiser. 
Elle lui raconte pourquoi : à Paris, son amie Judith, mariée avec Claudio, étaient heureuse en ménage. Elle continuait à voir régulièrement Nicolas, un ami d'enfance. Un jour, en manque d'affection, celui-ci lui a demandé s'il pouvait l'embrasser. Ce qui devait n'être qu'un baiser sans conséquence les a entraînés dans une situation dont ils ont perdu le contrôle.
En effet, ils se sont épris l'un de l'autre. Mais ils ne voulaient causer aucun chagrin à leur partenaire respectif, Gabriel et Câline. Alors, une idée leur vint : la solution ne serait-elle pas de provoquer une rencontre entre ces derniers ? Mais un simple grain de sable peut ruiner le meilleur plan...

## Fiche technique
- Titre : Un baiser, s'il vous plaît !
- Réalisation : Emmanuel Mouret, assisté de Virginie Legeay
- Scénario : Emmanuel Mouret
- Montage : Martial Salomon
- Production : Frédéric Niedermayer - Angoa-Agicoa, CNC (Centre national de la cinématographie), Moby Dick Films, Procirep, TPS Star, Arte France Cinéma
- Distribution :  France : TFM Distribution,  Québec : K-Films Amérique
- Musique : Schubert, Tchaikovsky, Dvorák, Verdi, Sibelius
- Date de sortie :  France : 12 décembre 2007,  Québec : 9 mai 2008

## Distribution
- Virginie Ledoyen : Judith (chercheuse)
- Emmanuel Mouret : Nicolas Gimat (professeur de mathématiques), le meilleur ami de Judith
- Julie Gayet : Émilie (conceptrice et vendeuse de tissus), une amie de Judith
- Michaël Cohen : Gabriel (restaurateur de tableaux anciens), très attiré par Émilie
- Frédérique Bel : Câline (hôtesse de l'air), la petite amie de Nicolas
- Stefano Accorsi : Claudio (pharmacien), le mari de Judith
- Marie Madinier : « Églantine » (prostituée)
- Mélanie Maudran : Pénélope
- Lucciana de Vogue : Louise
- Jacques Lafoly : Le barman de l'hôtel

- François Aubineau : Professeur du lycée
- Camille Rince : Elève de la salle des profs
- Cédric Naimi : Pharmacien
- Léopold Simalty : Collègue du pharmacien
- Nathalie Bizot : Femme de l'ordonnance
- Anne Denieul : Collègue de Judith
- Laurent Pons : Professeur de tennis
- Pascal Goblot : Homme soirée
- Emilie Bourlès : Femme soirée
- Aurélia Touati : La collègue de Câline
- Pierre Emily : Voleur de portable

## Autour du film
- Le film a été présenté à la Mostra de Venise 2007 et a conclu le 12e Festival des Jeunes Réalisateurs de Saint-Jean-de-Luz.
- Des scènes ont été tournées au parc Monceau, au musée des beaux-arts de Nantes, au musée Dobrée (l'hôtel de luxe d'Émilie), au lycée Clemenceau à Nantes et à l’aéroport d'Angers-Marcé.
- Le film imbrique jusqu'à trois niveaux de narration : Émilie raconte à Gabriel l'histoire de Judith et de Nicolas à laquelle elle se trouve mêlée ; Nicolas raconte comment il a rencontré Églantine ; et Gabriel raconte à Émilie comment il a rencontré sa compagne.
- Le film a été tourné à Paris, dans la Loire-Atlantique et en Maine-et-Loire.
- Schubert est mal orthographié (Shubert) sur la couverture d'un livre biographique sur le compositeur.